# San Lorenzo de Almagro

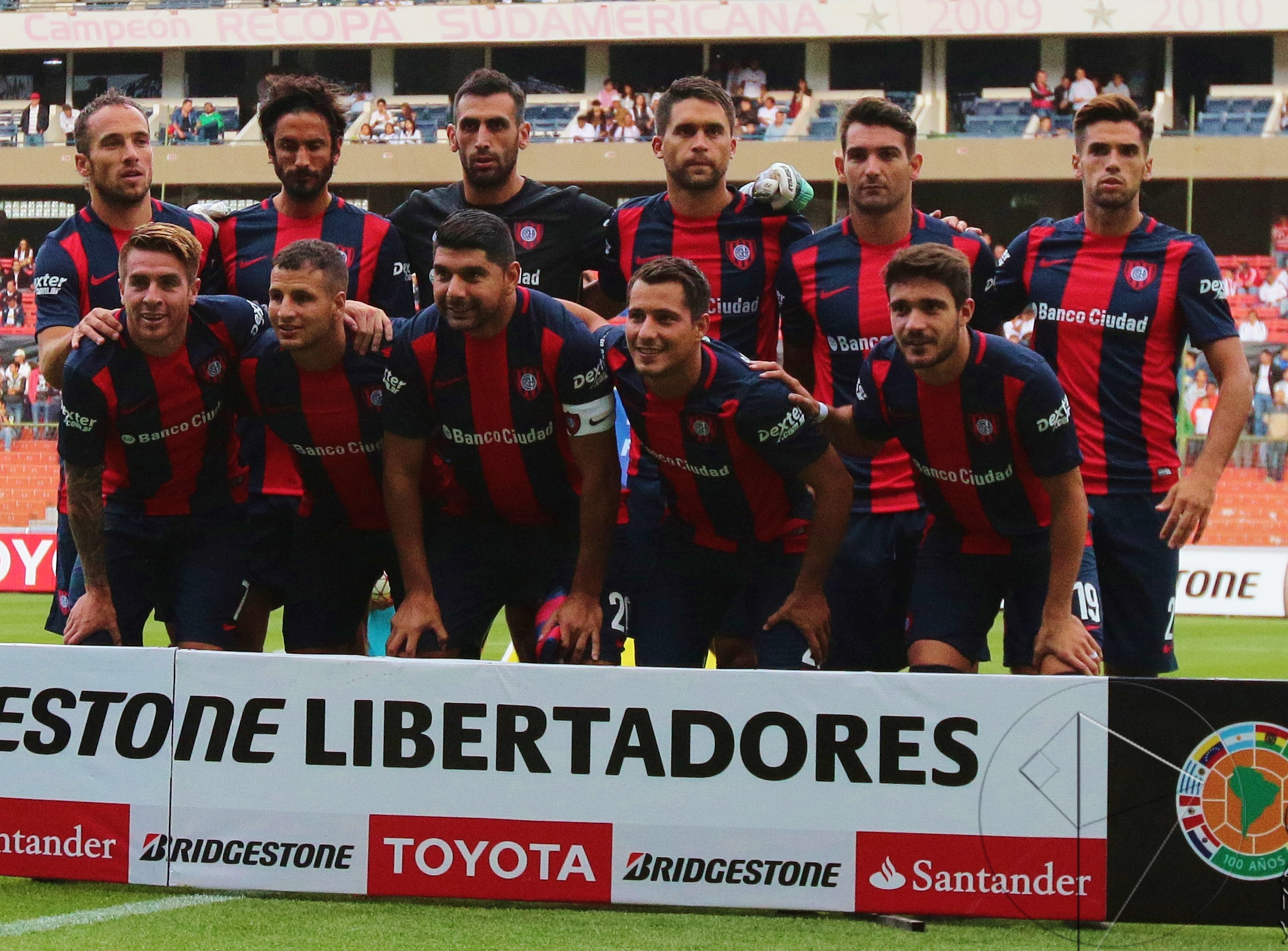

Club Atlético San Lorenzo de Almagro hay thường được gọi là San Lorenzo de Almagro hoặc đơn giản là San Lorenzo là một câu lạc bộ bóng đá ở Argentina có trụ sở tại Buenos Aires. Club Atlético San Lorenzo de Almagro được biết đến nhiều vì chơi ở giải Primea Division, hạng đấu cao nhất Argentina. San Lorenzo cũng được coi là một trong năm ông lớn ( "Los 5 Grandes" ) của bóng đá Argentina, cùng với Independiente , River Plate, Boca Juniors, và Racing Club

## Lịch sử

### Kỉ nguyên bắt đầu

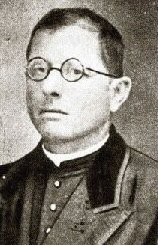
Lorenzo Massa, người sáng lập Club Atlético San Lorenzo.

Đầu năm 1900, trên con phố Almagro ở Buenos Aires nở rộ phong trào vẽ graffiti về bóng đá với tittle: Los Forzosos de Almagro desafían (những kị sĩ Almagro). Thậm chí trên cả xe điện và xe buýt ở Almagro, sau một tai nạn, trong đó có một chiếc xe chạy trên đường xe điện đã làm một cầu thủ bị thương nặng, linh mục Công giáo, Lorenzo Massa bắt đầu tích trữ các trò chơi trong sân sau của nhà thờ giáo xứ của mình ở Mexico đại lộ. Dưới sự hướng dẫn của mình, San San Lorenzo de Almagro đã được chính thức thành lập vào ngày 01 tháng 4 năm 1908 để tôn vinh Cha Massa, Battle of San Lorenzo, Saint Lawrence, và dĩ nhiên, Barrio'.
Do đội không có một sân vận động, San Lorenzo bắt đầu với những người trong gia đình của mình dưới sự tài trợ của Câu lạc bộ Martínez, được đặt tên theo khu phố cùng tên. Các đội hình đã chơi trận đầu tiên vào ngày 26 tháng 4 năm 1914, và vào cuối seaon của San Lorenzo đã chơi một trận đấu cuối cùng phải đối mặt với Excursionistas để tuyên bố một nhà vô địch. San Lorenzo đã giành được hàng loạt (kết quả 0-0 và 5-0). Tiền đề này cho phép San Lorenzo tranh chấp playoffs để thúc đẩy Argentina Primera Division, mà cuối cùng thu được sau khi đánh bại Club Honor y Patria một điểm số 3-0.
Năm 1916, San Lorenzo đã khánh thành sân vận động riêng của mình (sau này có biệt danh "El Gasómetro) trong một trận đấu với Estudiantes de La Plata. Sân vận động được đặt tại khu phố Boedo, La Plata Avenue, nơi vẫn còn cho đến khi đóng cửa của nó trong những năm 1980.
Kể từ khi đưa để Primera vào năm 1915, San Lorenzo tham gia Amateur Primera Division cho đến năm 1930, khi câu lạc bộ quyết định (cùng với các đội khác của Argentina) để tạo ra một giải đấu chuyên nghiệp. Vào tháng 2 năm 1919, San Lorenzo tham gia giải đấu 'Torneo Caballito, mà cuối cùng đã giành chiến thắng. Các đội tham gia giải đấu Câu lạc bộ Atlético Atlanta, Atlético Huracán, Ferro Carril Oeste, Estudiantil Porteño và Sportivo Almagro.
San Lorenzo cũng giành được 3 danh hiệu vào năm 1923, 1924 và 1927 và kết thúc ở vị trí thứ 2 trong năm 1925 và 1926. Tương tự như vậy, đội tuyển đã đạt được danh tiếng quốc tế giành chiến thắng Aldao Copa (một cuộc thi được chơi bởi những nhà vô địch của Argentina và Uruguay]]) vào năm 1923 và 1927.
San Lorenzo nhanh chóng trở thành một trong những câu lạc bộ hàng đầu tại Buenos Aires, kể từ khi bắt đầu chuyên nghiệp trong năm 1931, nó đã được tính trong đầu năm ( Cinco Grandes ") cùng với Boca Juniors, Independiente, River Plate và Racing Club.

### Kỷ nguyên chuyên nghiệp
Trong những năm 1930, của Isidro Lángara và người chơi khác của Basque gốc endeared San Lorenzo cho cộng đồng Basque. Nhóm nghiên cứu cũng dựa vào các cầu thủ từ các tỉnh, được gọi là "los Gaucho, và giành danh hiệu chuyên nghiệp đầu tiên vào năm 1933.

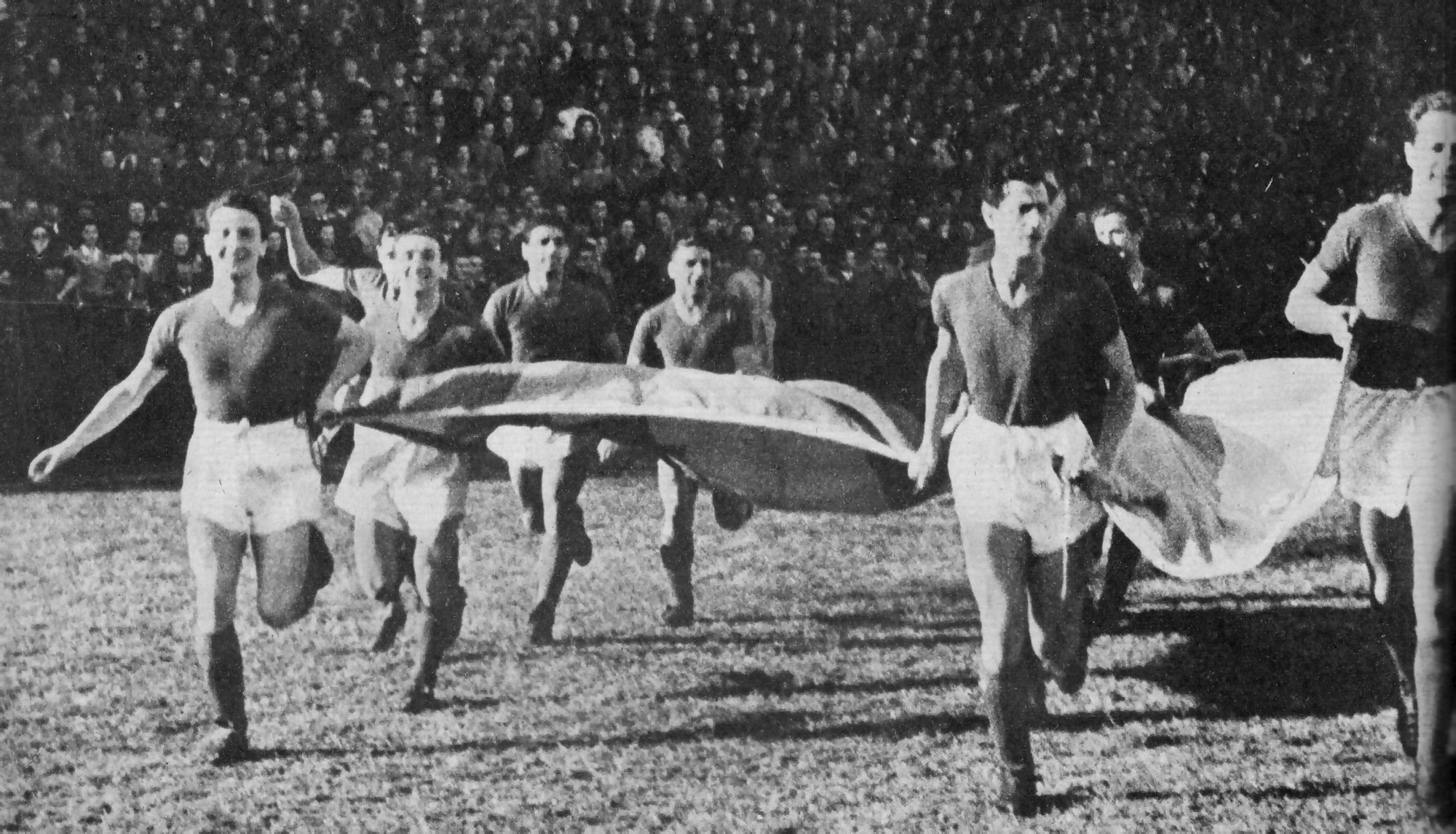
San Lorenzo cầu thủ trước khi trận đấu giao hữu tại Tây Ban Nha, ngày 16 tháng 1 năm 1947

Năm 1946, San Lorenzo đã phá vỡ sự độc quyền River Plate và đã giành được chức vô địch, đội sau đó đã đi vào một tour du lịch của Tây Ban Nha và Bồ Đào Nha là một trong những điểm nổi bật của lịch sử của câu lạc bộ. Sau khi để thua Real Madrid, nó đã đánh bại Barcelona và cả hai Tây Ban Nha và Bồ Đào Nha đội tuyển quốc gia; báo chí Tây Ban Nha nổi tiếng của San Lorenzo là đội bóng tốt nhất trên thế giới ". Thủ René Pontoni đã được cung cấp một hợp đồng với Barcelona, nhưng từ chối rời khỏi Argentina (Barcelona sau đó soạn thảo River Plate Alfredo Di Stéfano). Fellow chơi Reinaldo Martino đã ở lại [[liên đoàn bóng đá châu Âu| bóng đá châu Âu và sau này sẽ trở thành một ngôi sao với Juventus.Trong những năm 1960, một thế hệ cầu thủ được gọi là "carasucias" (nghĩa đen: khuôn mặt bẩn) là con cưng của người hâm mộ Argentina bởi vì chơi tấn công bất cẩn của họ, và trò hề xấu-boy của họ ngoài sân cỏ. Nhóm 1968 được biệt danh là "los matadores" khi nó đã giành được chức vô địch mà không mất một trò chơi duy nhất, đội bóng này đã được công nhận là đội bóng tốt nhất trên thế giới bởi nhiều nhà báo. Trong những năm 1968-1974 San Lorenzo đã giành tổng cộng bốn danh hiệu vô địch, thu hoạch tốt nhất bao giờ hết. Năm 1972, câu lạc bộ đã trở thành Argentina đội đầu tiên giành chiến thắng hai chức vô địch trong một năm.Thật không may, người nghèo chính quyền đã dẫn dắt San Lorenzo đến một cuộc khủng hoảng kinh tế rất lớn, mà ngay cả buộc phải bán sân vận động của họ cũng nằm. Nhóm nghiên cứu đã xuống hạng vào năm 1981, chỉ để trở về cho bộ phận đầu với sự phô trương lớn trong mùa giải 1982, thiết lập hồ sơ tham dự tất cả các thời gian cho câu lạc bộ.Vào thời điểm đó, câu lạc bộ không có sân vận động và bị cản bởi nợ và bất thường. Gây tranh cãi của Tổng thống Fernando Miele (1986-2001) đưa cả hai sân vận động mới và hai giải đấu danh hiệu: Clausura '95 (sau 21 năm mà không cần chiến thắng một tiêu đề phân chia đầu tiên) và Clausura 2001 (trong đó nhóm nghiên cứu đã đạt được 11 trận thắng liên tiếp). San Lorenzo kết thúc Clausura 2001 với 47 điểm trong một giải đấu của 19 trận đấu, thiết lập kỷ lục cho haul điểm cao nhất kể từ khi khởi đầu của Apertura và Clausura hệ thống trong năm 1990.Vào cuối năm 2001, San Lorenzo đã giành danh hiệu quốc tế đầu tiên của họ: Copa Mercosur 2001, trở thành đội bóng Argentina chỉ để giành chiến thắng cốc quốc tế, bởi vì các nhà vô địch khác là tất cả các từ Brazil.San Lorenzo cũng đã giành được ấn bản đầu tiên của Copa Sudamericana trong tháng 12 năm 2002, tuyên bố danh hiệu thứ hai quốc tế của họ, và nhận được cơ hội để chơi Recopa chống lại Copa Libertadores vô địch Câu lạc bộ Olimpia
San Lorenzo được xác định với tầng lớp trung lưu bầu không khí của khu phố Boedo. Đối thủ derby của nó từ phần phía nam của Buenos Aires Huracán, người đã được thúc đẩy trở lại sự phân chia đầu tiên cho mùa giải 2007-08.
Trong năm 2007, San Lorenzo giành League Division Đầu tiên, Clausura 2007 khi đánh bại Boca Juniors trong cuộc chạy đua cho danh hiệu. Được dẫn dắt bởi người quản lý Ramón Díaz, San Lorenzo bảo đảm các tiêu đề sau vòng 17 của trận đấu, với hai trò chơi vẫn chơi. Họ kết thúc giải đấu với 45 điểm.

## Sân vận động

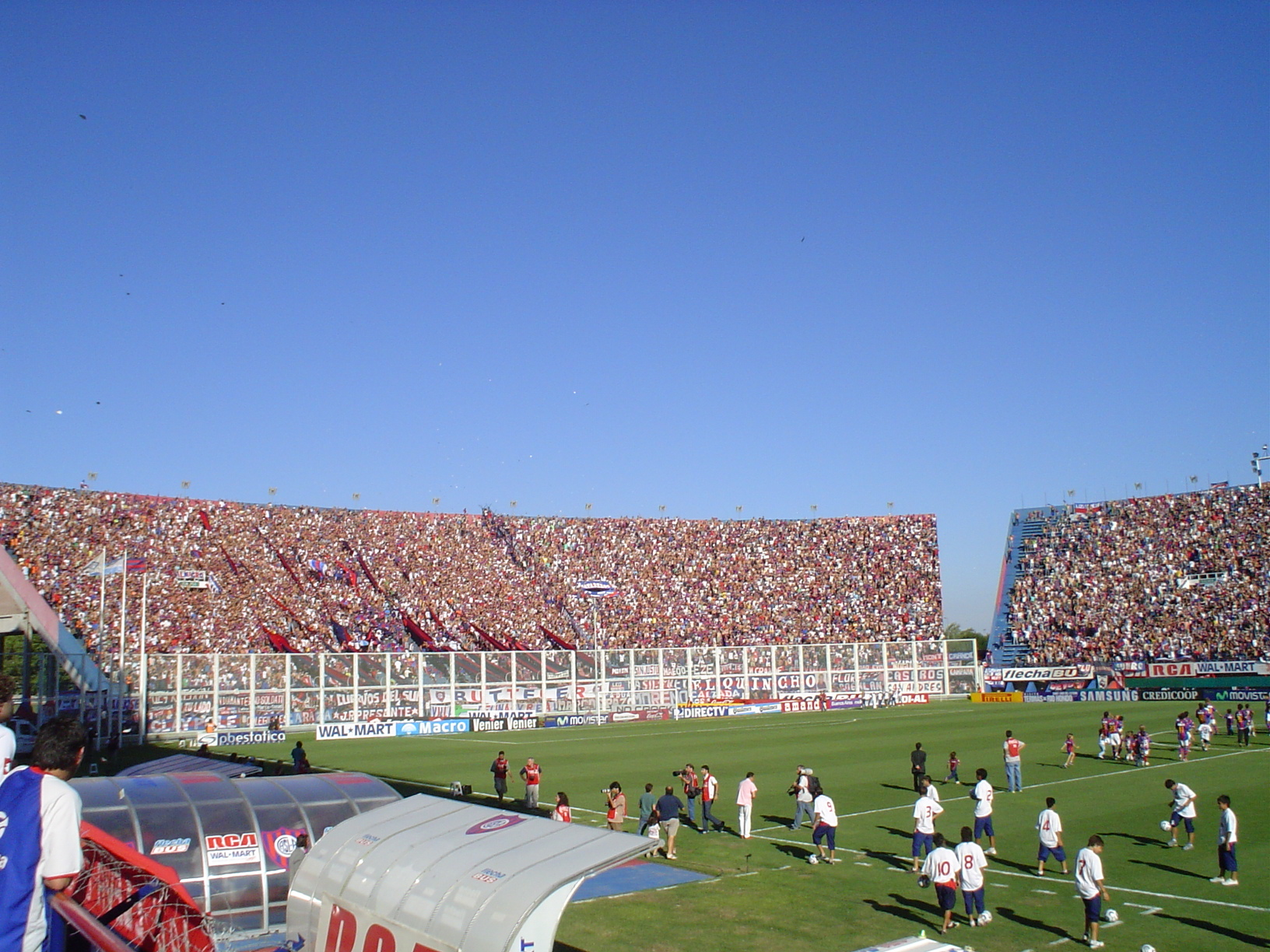
Xem của Estadio Pedro Bidegain

Estadio Gasómetro sân vận động ở Boedo là một địa điểm nổi tiếng tuyệt vời, nơi mà nhiều cuộc thi thể thao quốc tế đã được tổ chức. Trong chính phủ quân sự vào năm 1979, San Lorenzo đã buộc phải bán sân vận động cho một số tiền nhỏ. Sau 14 năm cho thuê sân vận động San Lorenzo, với sự giúp đỡ của người hâm mộ khánh thành sân vận động mới, được gọi là "Nuevo Gasómetro", mở cửa tháng 12 năm 1993 tại giao lộ của con đường Perito Moreno và Varela Flores khu phố. Người hâm mộ không bao giờ thích nghi với nơi ở mới và sân vận động cũ và vị trí của nó được tuyên bố bởi San Lorenzo và người hâm mộ của họ cho đến ngày nay. Ngày 12 Tháng Tư năm 2011, đã có một cuộc biểu tình tham dự của hơn 20.000 người ủng hộ khai hoang là nơi dành cho San Lorenzo.
Tên chính thức của sân vận động Estadio Pedro Bidegain theo tên một cựu chủ tịch câu lạc bộ. Nó có sức chứa 47.964 và kích thước sân là 110 x 70 m.

## Cầu thủ

### Cầu thủ nổi bật
| - José Fossa (1919–34) - Alfredo Carricaberry (1920–30) - Luis Monti (1922–30) - Diego García (1925–40) - Arturo Arrieta (1927–39) - Clotardo Dendi (1931) - Waldemar de Brito (1934–36) - Alberto Zarzur (1935) - Isidro Lángara (1939–43) - Ángel Zubieta (1939–52) - Rinaldo Martino (1941–48) - Victor Caselli (1942–45) - René Pontoni (1945–48; 1954) - Armando Farro (1945–52) - Mario Papa (1948–53) - José Sanfilippo (1953–62; 1972) - Juan Benavidez (1951–55) - Ángel Berni (1953–59) - Narciso Doval (1962–68; 1979) - Roberto Telch (1962–75) - Rafael Albrecht (1963–70) - Agustín Irusta (1963–76) | - Héctor Veira (1963–69; 1973) - Alberto Rendo (1965–69) - Rodolfo Fischer (1965–72; 1977–78) - Rubén Ayala (1968–73) - Victorio Cocco (1968–74) - Carlos Veglio (1968–75) - Rubén Glaria (1968–75) - Sergio Bismarck Villar (1968–81) - Héctor Scotta (1971–75; 1979; 1981) - Oscar Ortiz (1971–76) - Jorge Olguín (1971–79) - Ricardo Lavolpe (1975–79) - José Luis Ceballos (1975; 1981) - Claudio Marangoni (1976–79) - Rubén Darío Insúa (1978–86) - Walter Perazzo (1979–88) - Armando Quinteros (1981–85; 1987) - Jorge Higuaín (1982–86) - Jorge Rinaldi (1983–85; 1991–92) - Blas Giunta (1983–88) - José Luis Chilavert (1985–88) - Néstor Gorosito (1988–89; 1992–93; 1996–99) | - Alberto Acosta (1988–90; 1992; 1998; 2001–03) - Leonardo Rodríguez (1990–91; 2001–02) - Jorge Borelli (1992–96) - Eduardo Bennet (1993–95) - Paulo Silas (1993–97) - Esteban González (1994–95) - Oscar Ruggeri (1994–97) - Gilberto Angelucci (1994–98) - Fernando Galetto (1994–99) - Claudio Biaggio (1994–99) - Sebastián Abreu (1996–97; 2000–01) - Guillermo Franco (1996–02) - Iván Córdoba (1998–00) - Walter Erviti (1998–02) - Claudio Morel Rodríguez (1998–04) - Bernardo Romeo(1998–01; 2007–10) - Pablo Michelini (1999–05) - Leandro Romagnoli (1999–05; 2009–) - Pablo Zabaleta (2002–05) - Ezequiel Lavezzi (2004–07) |

## Danh hiệu

#### Quốc gia
- Primera División: 15

1923 Aam (*), 1924 Aam (*), 1927, 1933, 1936 (Copa de Honor), 1946, 1959, 1968 Metropolitano, 1972 Metropolitano, 1972 Nacional, 1974 Nacional, 1995 Clausura, 2001 Clausura, 2007 Clausura, 2013 Inicial
- Primera División B: 1

1982
- Primera División C: 1

1914 AAF (**)
- Copa de la República: 1

1943
- Supercopa Argentina: 1

2015

(*) Aam (Asociación Amateurs de Football) là hiệp hội đối địch tổ chức giải vô địch riêng từ 1919 tới 1926.

(**) AAF (Asociación Argentina de Football) là liên đoàn tổ chức giải vô địch quốc gia từ 1893.

#### Quốc tế
- Copa Mercosur: 1

2001
- Copa Sudamericana: 1

2002
- Copa Libertadores: 1

2014
- Copa Río de la Plata: 2

1923, 1927

## Liên kết
- Trang chính thức (tiếng Tây Ban Nha)